# John Sama
John Sama (ur. 24 marca 1972) – sierraleoński piłkarz występujący na pozycji pomocnika.

## Kariera klubowa
W latach 1995–1996 Sama występował w zespole Visby IF Gute, grającym w drugiej lidze szwedzkiej, a w 1997 roku był  zawodnikiem pierwszoligowego Degerfors IF.

## Kariera reprezentacyjna
W 1994 roku Sama został powołany do reprezentacji Sierra Leone na Puchar Narodów Afryki, zakończony przez Sierra Leone na fazie grupowej. Zagrał na nim w meczach z Wybrzeżem Kości Słoniowej (0:4) i Zambią (0:0).
W 1996 roku Sama ponownie znalazł się w składzie na Puchar Narodów Afryki. Wystąpił na nim w spotkaniach z Burkina Faso (2:1), Algierią (0:2) i Zambią (0:4), a Sierra Leone ponownie odpadło z turnieju po fazie grupowej.